# Russula aeruginea
Russula aeruginea é um fungo que pertence ao gênero de cogumelos Russula na ordem Russulales. A espécie foi descrita cientificamente pelo micologista Lindblad em 1863.